# جرالد پی کار
جرالد پل کار (به انگلیسی: Gerald Paul Carr) فضانورد اهل کشور ایالات متحده آمریکا است که در ۲۲ اوت ۱۹۳۲ میلادی در دنور، کلرادو زاده شد. وی در مأموریت اسکای‌لب ۴ حضور داشته است.